# Alexander von Lüneburg
Alexander von Lüneburg (* Dezember 1643 in Lübeck; † 19. Juni 1715 ebenda) war Ratsherr der Hansestadt Lübeck.

## Leben
Alexander von Lüneburg entstammte der alten Lübecker Ratsfamilie Lüneburg. Der Ratsherr Alexander Lüneburg († 1625) war einer seiner Großväter. Lüneburg studierte Rechtswissenschaften an den Universitäten Gießen und Straßburg. Er bereiste anschließend England und Frankreich. In Lübeck wurde er im Jahre 1669 Mitglied der patrizischen Zirkelgesellschaft. 1679 war er kurzzeitig Domherr in Lübeck; resignierte aber noch im gleichen Jahr. 1703 wurde er in den Lübecker Rat gewählt.
Er war mit einer Tochter des Lübecker Bürgermeisters Anton Köhler verheiratet. Alexander von Lüneburg war Besitzer des Lübschen Gutes Eckhorst und eines Hofes in Krempelsdorf, von seiner Frau wurde das Lübsche Gut Mori in die Ehe eingebracht. Der Lübecker Bürgermeister Anton von Lüneburg war sein Sohn.